# Алерт, Шарль
Шарль Алерт (фр. Charles Alerte; род. 22 июля 1982) — гаитянский футболист, нападающий. Выступал в сборной Гаити.

## Клубная карьера
Начал профессиональную карьеру в составе четырёхкратного чемпиона Гаити «Эгль Нуар». Зимой 2002 года, вместе со своим другом и партнёром по сборной Жан-Жак Пьером на правах аренды перешёл в аргентинский «Арсенал» из города Саранди. Его рекомендовал на тот момент главный тренер сборной Хорхе Кастельи. Проведя несколько товарищеских матчей, покинул клуб из-за конфликтов с одноклубниками и языкового барьера (разговаривал только на французском языке).

## Международная карьера
В 2002 году в составе сборной Гаити Алерт принял участие в Золотом кубке КОНКАКАФ. На турнире он сыграл в матчах против команд Канады, Эквадора и Коста-Рики. В матче против Эквадора отметился дебютным голом за национальную сборную.
| Матчи Алерта за сборную Гаити | Матчи Алерта за сборную Гаити | Матчи Алерта за сборную Гаити | Матчи Алерта за сборную Гаити | Матчи Алерта за сборную Гаити | Матчи Алерта за сборную Гаити |
| ----------------------------- | ----------------------------- | ----------------------------- | ----------------------------- | ----------------------------- | ----------------------------- |
| №                             | Дата                          | Соперник                      | Счёт                          | Голы                          | Соревнование                  |
| 1                             | 17 января 2002                | Канада                        | 0:2                           | —                             | Золотой кубок КОНКАКАФ 2002   |
| 2                             | 19 января 2002                | Эквадора                      | 2:0                           | 44′                           | Золотой кубок КОНКАКАФ 2002   |
| 1                             | 26 января 2002                | Коста-Рика                    | 1:2                           | —                             | Золотой кубок КОНКАКАФ 2002   |